# Varghunden
För andra betydelser, se Varghund.
Varghunden (originaltitel: White Fang) är en roman från 1906 av Jack London. Romanens handling utspelar sig i Yukon under 1890-talet, vid tiden för guldrushen i Klondike, i Kanada. I boken får man följa varghunden Vitkäfts liv.

## Handling
Handlingen i boken börjar innan Vitkäfts (även kallad Vittand) födelse. I den nordvästra kanadensiska vildmarken är det vinter. Två män som färdas med hundsläde, Bill och Henry, förföljs av en flock hungriga vargar. Männen försvarar sig men de har bara tre pistolskott kvar och vargarna närmar sig allt mer. Den starkaste av alla vargarna är en vit hona, som är till hälften varg, till hälften hund. Hon lockar tre slädhundar ut ur lägret på nätterna så att vargarna kan döda dem. När en av männen, Henry, försöker rädda den fjärde av slädhundarna som rymt blir han själv dödad av vargarna. Bill är nu ensam med två hundar och han måste hålla elden vid liv runtom sig som en mur hela natten för att överleva. Efter ett par dagar när veden nästan är slut och vargarna endast ett par meter bort kommer till slut räddningen, då några män kommer och jagar iväg vargarna.
Efter detta följer handlingen i boken vargar. Den vita honan finner en hane och parar sig och får fem ungar i en lya. Men bara en av ungarna överlever då det är ont om mat. Efter strider med ett lodjur blir hanen dödad och honan sårad. 
Den överlevande ungen blir omhändertagen av indianer. Ungen får namnet Vitkäft (White Fang) och hans nya ägare blir Grå Bävern. En dag får Vitkäft följa med Grå Bävern när han ska göra affärer med guldgrävarna. En man som kallas Vackre Smith, ser Vitkäft och vill köpa honom, men Grå Bävern förklarar att Vitkäft inte är till salu. Vackre Smith bjuder då Grå Bävern på whisky och lyckas till slut övertala honom att sälja Vitkäft till honom för att få mer whiskey. Vitkäft blir illa behandlad av sin nya ägare: Vackre Smith håller tävlingar som går ut på att Vitkäft ska slåss mot andra hundar för att han ska tjäna pengar. Vitkäft blir aggressiv. Han vinner alla hundkamper, tills han en dag måste slåss mot en bulldogg. Bara tack vare att en ung man vid namn Weedon Scott ser vad som sker och avbryter striden räddas Vitkäfts liv. Scott tar hand om Vitkäft, och till slut får han Vitkäft att lita på honom. När Scott flyttar från vildmarken till civilisationen tar han Vitkäft med sig hem till sin familj. 
Scotts far som var domare hade en gång dömt en man till livstids fängelse. Den dömde mannen lyckades rymma och har lovat att hämnas. Scotts mor är orolig att den dömda mannen ska komma till dem, så hon tar in Vitkäft i huset som vakthund. En natt kommer den förrymde mannen in i huset med en pistol, och Vitkäft attackerar honom. Mannen skjuter Vitkäft tre gånger och slår och sparkar varghunden, men till slut segrar Vitkäft och räddar sin människofamilj. Vitkäft ses efter detta som en hjälte, och han lever med sin människofamilj till sitt livs slut och blir själv far till fem valpar.